# Ladário (Sátão)

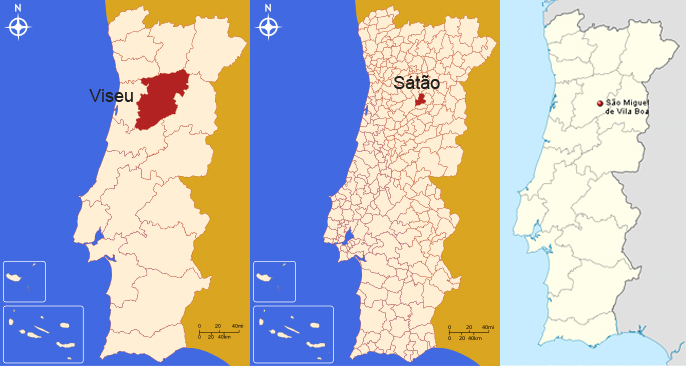
Localização no Distrito de Viseu, no Município do Satão e na Freguesia de São Miguel de Vila Boa

Ladário  é uma aldeia da Freguesia de São Miguel de Vila Boa, no Município de Sátão,  Distrito de Viseu, sub-região de Dão-Lafões, em Portugal.
Foi sede de freguesia, vila e sede de concelho, extintos em 1840, passando desde então a localidade da freguesia de São Miguel de Vila Boa, estando o seu território incorporado ao Município de Sátão.
Tinha, já em 1801, apenas 164 habitantes. Através dos anos o núcleo da aldeia deslocou-se para a beira da Estrada do Ladário, ficando a parte antiga e histórica no lado leste do Ladário atual, contando no ano de 2012 com cerca de 200 habitantes.

## História
As origens do Ladário remontam ao ano de 1125, quando D. Teresa de Leão concedeu Carta de Couto ao território onde hoje se encontra o Ladário. Seu filho D. Afonso Henriques, primeiro Rei de Portugal foi o beneficiário dessa concessão. Este concedeu o couto no ano de 1125 ao Convento de Águas Santas (Maia), da Ordem do Santo Sepulcro, que aí se mantinha em 1258, segundo as Inquirições de D. Afonso III realizadas nesse ano.
Ladário foi freguesia, vila e sede de concelho, com Carta de Foral outorgada por D. Manuel I em 5 de maio de 1514,. Tornou-se uma das maiores potências da região de Viseu, mas foi definhando em função da migração para o Brasil, para o litoral, as grandes cidades e para outros países. Os status de freguesia, vila e sede de concelho foram extintos em 1840, passando o antigo São Salvador da Vila do Ladário a simples localidade da freguesia de São Miguel de Vila Boa, dentro do território do concelho de Sátão.

## Património Histórico
Como testemunho de seu passado de glórias, hoje restam do Ladário original o seu Pelourinho (símbolo da autonomia perdida) além de casas brasonadas em ruínas, o antigo Convento de Água Santa, a antiga Igreja Paroquial em ruínas, o presídio, o Solar dos Bandeiras ou Palo das Fráguas, e algumas casas muito antigas e ainda habitadas. Por ter sido anteriormente cabeça de concelho, considera-se que seu patrimônio histórico inclui as aldeias vizinhas, como Abrunhosa (antiga "Abrunhosa do Ladário") e mesmo da freguesia da qual passou a fazer parte, São Miguel de Vila Boa. Todos imóveis de interesse histórico nos arredores fazem parte da "Zona de Protecção do Pelourinho de Ladário".
O Pelourinho terá sido construído na sequência da atribuição do foral manuelino. Trata-se de um Pelourinho de pinha piramidal, com soco quadrangular de três degraus, onde assenta uma coluna de fuste quadrangular, rematada por um pináculo piramidal. Localizado nas traseiras da Igreja Paroquial, está classificado desde 11 de Outubro de 1933 como Imóvel de Interesse Público.
A mesma classificação ostenta o Santuário de Nossa Senhora da Esperança, situado na localidade próxima de Abrunhosa, construído no século XVIII por ordem do Cónego Luís Bandeira Galvão, no lugar onde existia uma primitiva capela, cumprindo o voto do seu tio, seu homónimo, irmão da confraria de Nossa Senhora da Esperança. É um templo maneirista e barroco, onde sobressai uma grande harmonia estilística e arquitectónica. No interior, merecem destaque os tectos pintados em trompe l’oeil; a decoração de talha do estilo nacional; as molduras; florões e pinturas marmoreadas; e ainda o órgão rococó no coro-alto, composto por castelo central e nichos laterais.
Diz a tradição, imortalizada por Albano Martins de Sousa em «Terras do Concelho de Sátão», que «os sinos de Nossa Senhora da Esperança têm uma sonoridade muito bela porque no acto da fundição lhes deitaram muito ouro. Os sinos, dizem, foram fundidos no adro da capela, em frente da porta principal. E enquanto os operários iam preparando o bronze, o fundador da capela, Cónego Luis Bandeira Galvão, passeava de um lado para o outro, e, de quando em quando, metia a mão nos bolsos e deitava para a caldeira peças de ouro, o mais fino ouro, que, reluzente aos olhos, ia tornar maravilhoso o som daquele campanário, acabado de construir. Tocam tão bem… É que não é só o bronze. É também o ouro que eles encerram.»
Entre 2007 e 2009, todo o templo de Nossa Senhora da Esperança foi alvo de obras de beneficiação e restauro que contaram com o apoio gratuito e genuíno de grande parte da população de São Miguel de Vila Boa, freguesia à qual Ladário está ligada desde que perdeu a autonomia. A limpeza geral de todo o espaço, o restauro da talha e a reincorporação de elementos perdidos, como os marmoreados, foi um trabalho que demorou vários anos e que foi celebrado oficialmente com uma visita do Presidente da República, Dr. Jorge Sampaio em 14 de Agosto de 2009.
O Solar dos Bandeiras, ou Palo das Fráguas, está incluído na Zona de Protecção do Pelourinho de Ladário. O núcleo inicial da Casa-Torre data do século XIV e deu lugar a um Paço que pertenceu a Fernão Nunes Barreto, combatente na Batalha de Toro. O Paço viria a ser ampliado no século XVI e completamente destruído em 1587 pelas tropas de Filipe II pelo facto de ali ter sido dada guarida a D. António, Prior do Crato. Foi reconstruído entre 1640 e 1644. Passou a ser conhecida por Quinta do Lagar em finais do século XIX, provavelmente porque produzia uma elevada quantidade de vinho e azeite. Dadas as alterações de que foi sendo alvo ao longo dos séculos, estamos em presença de um imóvel com características góticas e barrocas. Insere-se na tipologia casa-torre e corpos residenciais, formando um U incompleto que envolve um pátio. Possui jardim integrado na casa e fonte de chafurdo destacada da residência.
A Igreja Paroquial de São Miguel (na vizinha Vila Boa) foi construída no século XVII, embora tenha sofrido remodelações nos finais do século XX. Destaca-se na porta principal um Sacrário com Cristo Ressuscitado. No interior, salienta-se um frontal de altar decorado com dois pelicanos.

## Passado Redescoberto
A história do extinto São Salvador da Vila do Ladário e a memória do local, entretanto, haviam se perdido, restando apenas o registro na lista dos Antigos Municípios de Portugal. Recentemente, Ladário foi redescoberta como a terra de nascimento de um dos maiores vultos da história brasileira, o capitão-geral da Província de Matto Grosso Luís de Albuquerque de Melo Pereira e Cáceres, que recebendo incumbência real, avançou as fronteiras sobre os espanhóis, conquistando a margem direita do Rio Paraguai e a região do Rio Guaporé para o que hoje é o Brasil.
Luís de Albuquerque de Melo Pereira e Cáceres governou Matto Grosso entre 1771 e 1790 e fundou diversas cidades importantes como Corumbá (antigo Albuquerque), Ladário (nome dado em homenagem à sua terra natal) no Estado de Mato Grosso do Sul e Cáceres no Estado de Mato Grosso, entre outras, além das fortalezas de Real Forte Príncipe da Beira e o portentoso Forte Coimbra, onde memoráveis batalhas foram travadas na Guerra do Paraguai.
A redescoberta das ruínas e sua autenticação como sendo do Ladário de nascimento de Luis de Albuquerque coube ao jornalista, escritor, heraldista e historiador brasileiro Felipe Porto (2012). Entre dez "ladários" portugueses, sabendo depois que era no distrito de Viseu (onde encontrou quatro "ladários") foram meses de pesquisas até chegar ao que resta do São Salvador da Vila do Ladário original, depois confirmado pela proximidade da Casa da Ínsua, palácio/casa senhorial construída por Luis de Albuquerque situado no vizinho concelho de Penalva do Castelo.
No ano de 2013, após a relação entre este Ladário e Luis de Albuquerque ganhar suas primeiras citações na internet, a respeito do que nada havia sido encontrado anteriormente, tomou-se conhecimento da existência do livro "Luis de Albuquerque de Mello Pereira e Cáceres - Governador e Capitão General de Cuiabá Mato Grosso", de autoria do historiador português Afonso Costa Santos Veiga, onde, além de conter a única biografia conhecida desse vulto da história portuguesa e brasileira, a identificação do Ladário de Sátão como terra de seu nascimento já constava desde de 2001, ano em que o livro foi publicado.